# Shahrestān di Marvdasht
La provincia di Marvdasht (farsi شهرستان مرودشت) è una delle 29 province (shahrestān) della regione di Fars, in Iran. Il capoluogo è Marvdasht. La provincia è suddivisa in 4 circoscrizioni (bakhsh): 
- Centrale (بخش مرکزی)
- Kamfiruz (خش کامفیروز)
- Dorudzan (بخش درودزن)
- Seydan (بخش سیدان), con la città di Seydan.